# Gare de Florival
Pour les articles homonymes, voir Florival.
La gare de Florival est une halte ferroviaire belge de la ligne 139, de Louvain à Ottignies situé dans le hameau de Florival faisant partie de la commune belge de Grez-Doiceau dans la Province du Brabant wallon.

## Histoire
En 1863, seul est mentionné un arrêt à Archennes ; la ligne date, elle de 1855. En 1868, l'homme politique Adolphe le Hardy de Beaulieu réclame la création d'une halte à la hauteur de l'abbaye de Florival ; cette halte aurait été ouverte le 14 octobre 1874. En 1888, la halte obtient, un an seulement, le statut de gare.
Entre 1892 et 1894, un bâtiment de gare proprement dit y est construit par le Grand Central Belge. Il s’agissait d'une modeste construction à un étage de quatre travées sous bâtière aux pignons décorés de redents, accompagné de toilettes abritées dans deux bâtiments séparés et un petit poste de bloc. Un grand bâtiment servant vraisemblablement de logement de fonction pour le chef de station est aussi construit à proximité.

La gare au début des années 1900
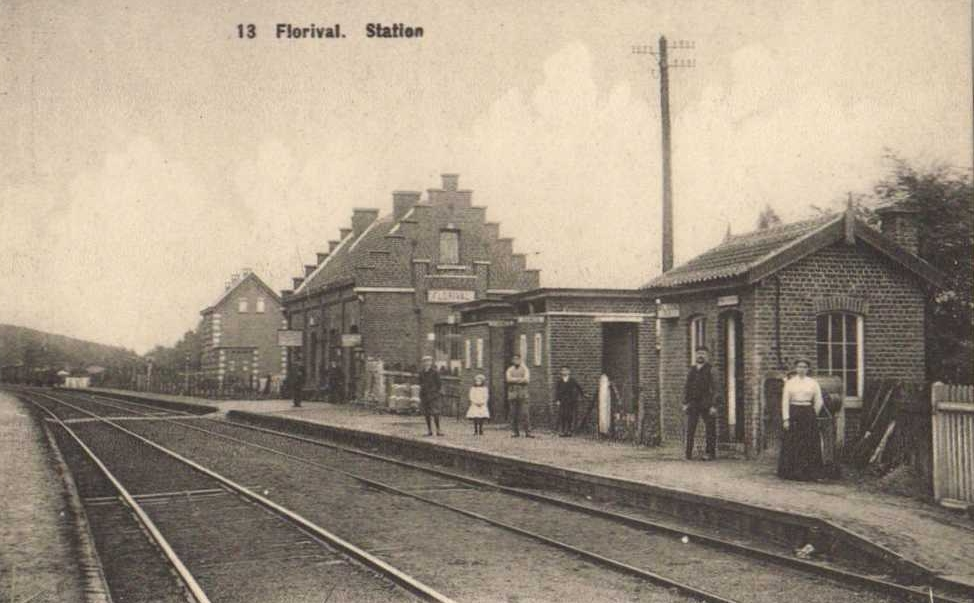
Les bâtiments d'origine.
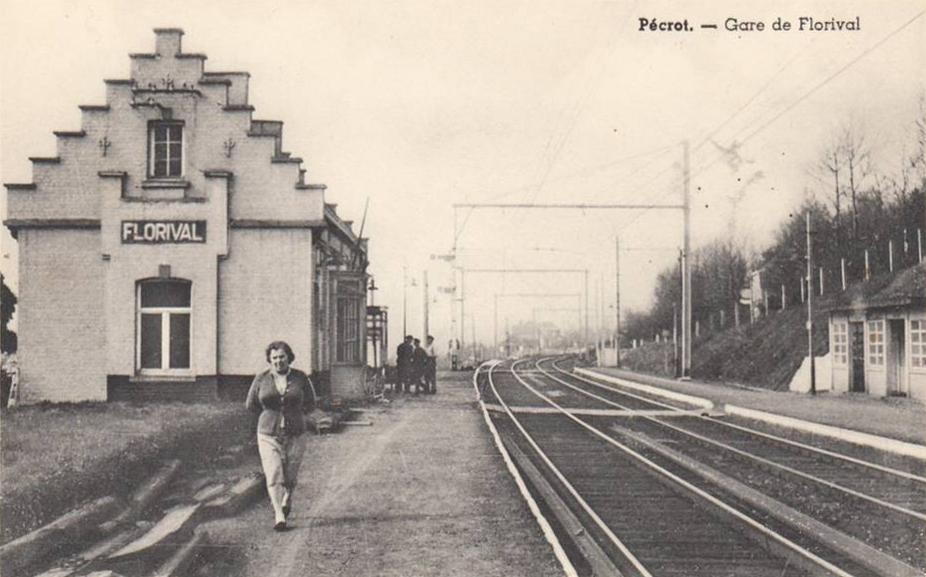
Le bâtiment principal.

Encore visible en 1987, mais à l'abandon et réduit de moitié, le bâtiment principal a depuis été démoli. Seul le logement de fonction a subsisté, utilisé comme habitation.
Une chapelle néo-gothique de 1881 consacrée à Saint-Bernard est toujours présente derrière l'ancien emplacement des bâtiments de la gare. À l'origine une chapelle de 1706 dépendant de l'abbaye de Florival voisine, elle a été  implantée sur le remblai du chemin de fer soutenant les quais. Deux escaliers menant au quai et un jardinet flanquent l'édifice.
En 2020, le passage à niveau piéton de la gare est remplacé par un tunnel sous voies.

## Service des voyageurs

### Accueil
Halte SNCB, c'est un point d’arrêt non géré (PANG) à entrée libre.

### Desserte
Florival est desservie par les trains Suburbains (S20) Ottignies – Louvain toutes les demi-heures en semaine, et toutes les heures le week-end.

## Comptage voyageurs
Le graphique et le tableau montrent le nombre de passagers qui en moyenne embarquent durant la semaine, le samedi et le dimanche.
| Nombre de voyageurs qui embarquent à la gare de Florival | Nombre de voyageurs qui embarquent à la gare de Florival | Nombre de voyageurs qui embarquent à la gare de Florival | Nombre de voyageurs qui embarquent à la gare de Florival |
|                                                          | Semaine                                                  | Samedi                                                   | Dimanche                                                 |
| -------------------------------------------------------- | -------------------------------------------------------- | -------------------------------------------------------- | -------------------------------------------------------- |
| 1977                                                     | 153                                                      | 40                                                       | -                                                        |
| 1978                                                     | 154                                                      | 25                                                       | 9                                                        |
| 1979                                                     | 194                                                      | 25                                                       | 15                                                       |
| 1980                                                     | 187                                                      | 17                                                       | 9                                                        |
| 1981                                                     | 184                                                      | 20                                                       | 9                                                        |
| 1982                                                     | 189                                                      | 24                                                       | 14                                                       |
| 1983                                                     | 186                                                      | 9                                                        | 8                                                        |
| 1984                                                     | 190                                                      | 19                                                       | 12                                                       |
| 1985                                                     | 166                                                      | 31                                                       | 13                                                       |
| 1986                                                     | 132                                                      | 18                                                       | 14                                                       |
| 1987                                                     | 182                                                      | 10                                                       | 8                                                        |
| 1988                                                     | 109                                                      | 27                                                       | 13                                                       |
| 1989                                                     | 123                                                      | 14                                                       | 62                                                       |
| 1990                                                     | 82                                                       | 31                                                       | 28                                                       |
| 1991                                                     | 85                                                       | 29                                                       | 18                                                       |
| 1992                                                     | 113                                                      | 23                                                       | 35                                                       |
| 1993                                                     | 86                                                       | 23                                                       | 13                                                       |
| 1994                                                     | 75                                                       | 28                                                       | 18                                                       |
| 1995                                                     | 52                                                       | 32                                                       | 8                                                        |
| 1996                                                     | 79                                                       | 17                                                       | 11                                                       |
| 1997                                                     | 79                                                       | 28                                                       | 21                                                       |
| 1998                                                     | 74                                                       | 29                                                       | 6                                                        |
| 1999                                                     | 67                                                       | 24                                                       | 16                                                       |
| 2000                                                     | 56                                                       | 32                                                       | 12                                                       |
| 2001                                                     | 65                                                       | 18                                                       | 13                                                       |
| 2002                                                     | 61                                                       | 12                                                       | 10                                                       |
| 2003                                                     | 79                                                       | 18                                                       | 14                                                       |
| 2004                                                     | 91                                                       | 13                                                       | 8                                                        |
| 2005                                                     | 84                                                       | 28                                                       | 24                                                       |
| 2006                                                     | 109                                                      | 29                                                       | 24                                                       |
| 2007                                                     | 93                                                       | 22                                                       | 28                                                       |
| 2008                                                     | -                                                        | -                                                        | -                                                        |
| 2009                                                     | 99                                                       | 33                                                       | 20                                                       |
| 2010                                                     | -                                                        | -                                                        | -                                                        |
| 2011                                                     | -                                                        | -                                                        | -                                                        |
| 2012                                                     | 96                                                       | 27                                                       | 24                                                       |
| 2013                                                     | 91                                                       | 46                                                       | 21                                                       |
| 2014                                                     | 84                                                       | 25                                                       | 17                                                       |
| 2015                                                     | 76                                                       | 21                                                       | 27                                                       |
| 2016                                                     | 83                                                       | 38                                                       | 22                                                       |
| 2017                                                     | 93                                                       | 33                                                       | 30                                                       |
| 2018                                                     | 108                                                      | 33                                                       | 17                                                       |
| 2019                                                     | 93                                                       | 9                                                        | 10                                                       |
| 2020                                                     | 77                                                       | 17                                                       | 22                                                       |
| 2021                                                     | -                                                        | -                                                        | -                                                        |
| 2022                                                     | 158                                                      | 40                                                       | 65                                                       |
| 2023                                                     | 102                                                      | 36                                                       | 41                                                       |
| 2024                                                     | 102                                                      | 45                                                       | 47                                                       |

La gare en 2021
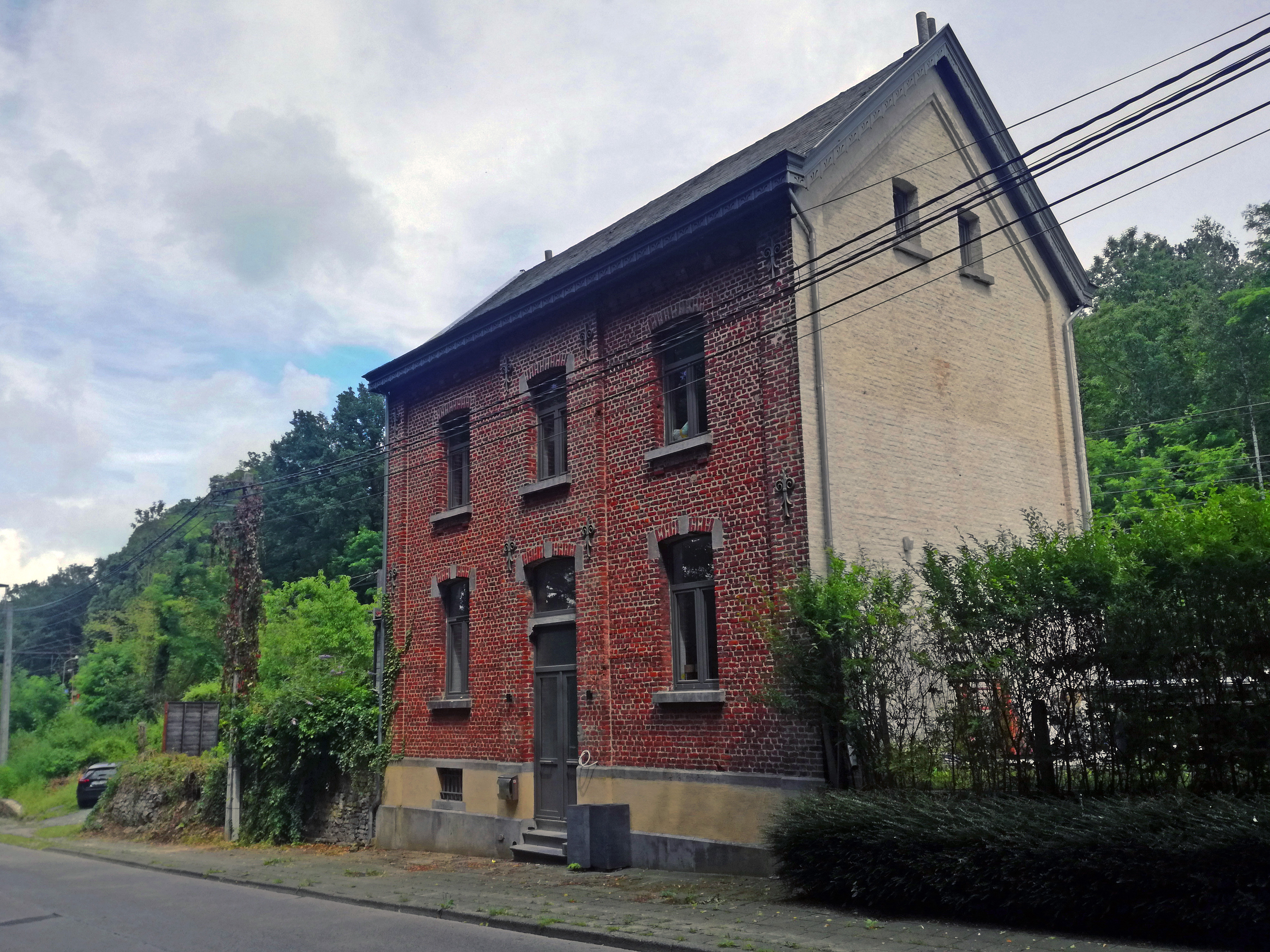
Ancienne maison de fonction du chef de station.
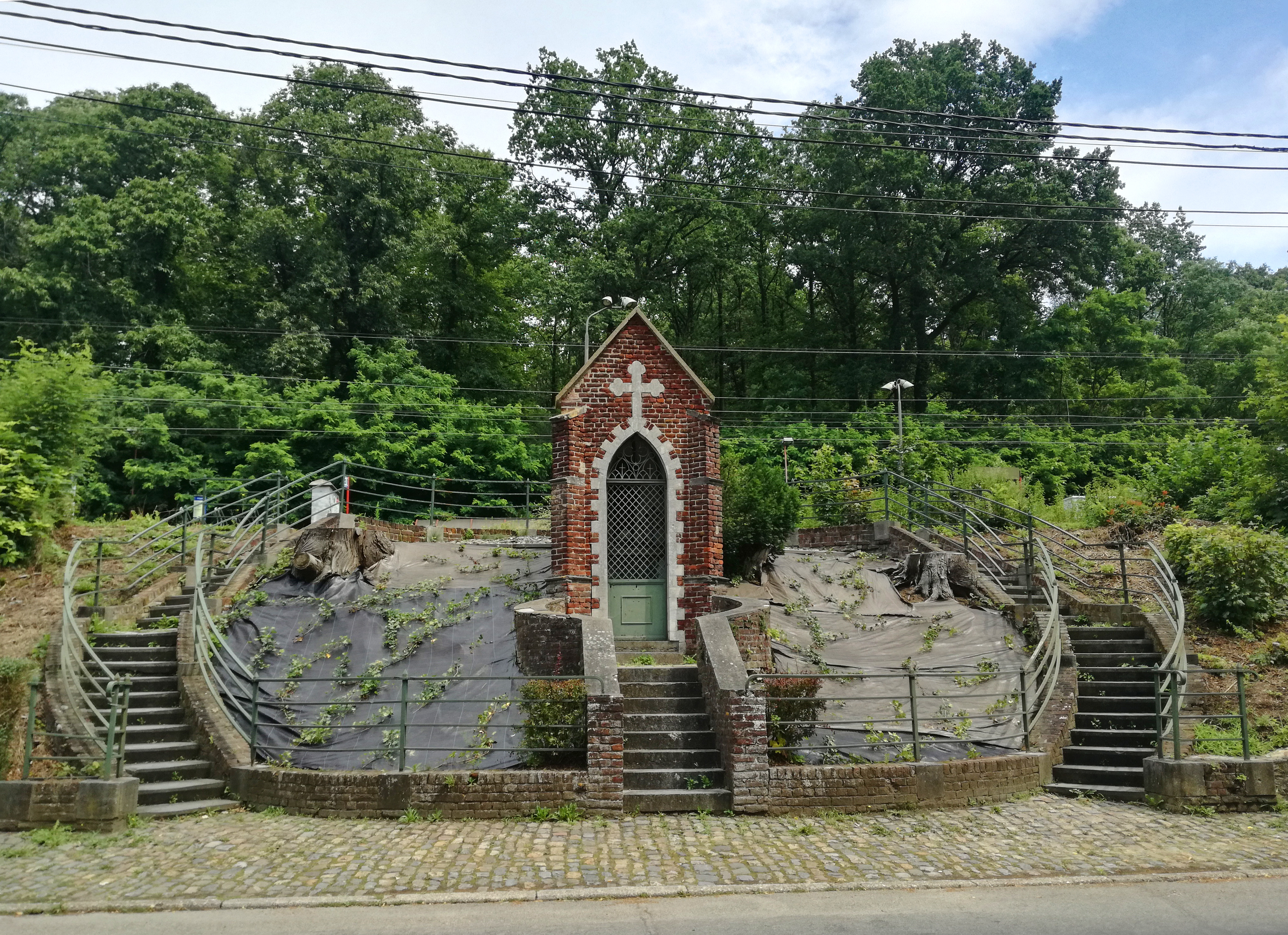
Chapelle.